# Karl von Stumpff (General, 1819)
Karl August Bernhard Stumpff, seit 1886 von Stumpff (* 21. März 1819 in Staßfurt; † 19. November 1889 in Berlin) war ein preußischer Generalleutnant.

## Leben

### Herkunft
Karl war der Sohn des Arztes und Hofrates Heinrich Stumpff (1783–1844) und dessen Ehefrau August, geborene Braune (1789–1820).

### Militärkarriere
Nach dem Besuch des Gymnasiums in Zerbst/Anhalt trat Stumpff am 11. April 1836 als Kanonier in die 3. Artillerie-Brigade der Preußischen Armee ein. Zur weiteren Ausbildung absolvierte er ab Oktober 1837 für drei Jahre die Vereinigte Artillerie- und Ingenieurschule und wurde Ende Dezember 1840 als aggregierter Sekondeleutnant zum Artillerieoffizier ernannt. Nachdem man ihn Mitte November 1841 in die Brigade einrangiert hatte, war Stumpff 1850/53 als Adjutant der III. Abteilung tätig. Bis Anfang 1857 avancierte er zum Hauptmann und im April 1859 erfolgte seine Ernennung zum Batteriechef. Unter Stellung à la suite wurde er Mitte Oktober 1863 Mitglied der Artillerieprüfungskommission. Im Stab des Generalleutnants Hindersin nahm er 1864 während des Krieges gegen Dänemark an der Belagerung der Düppeler Schanzen teil und wurde für sein Wirken mit dem Roten Adlerorden IV. Klasse mit Schwertern ausgezeichnet.
Nach dem Friedensschluss wurde Stumpff in sein Regiment rückversetzt und zugleich als Adjutant der Generalinspektion der Artillerie kommandiert. Unter Belassung in dieser Stellung erfolgte am 9. August 1865 als Major seine Versetzung in das Westfälische Feldartillerie-Regiment Nr. 7. Am 7. November 1865 trat Stumpff mit der Ernennung zum Kommandeur der I. Abteilung im Rheinischen Feldartillerie-Regiment Nr. 8 in den Truppendienst zurück. Im Deutschen Krieg führte er 1866 die Artillerie der kombinierten Division Beyer während des Mainfeldzuges in den Gefechten bei Hünfeld, Hammelburg, Werbach, Mädelhofen, Helmstadt und Roßbrunn. Er erhielt den Kronen-Orden III. Klasse mit Schwertern und wurde Ende August 1867 unter Stellung à la suite seines Regiments erneut zum Mitglied der Artillerieprüfungskommission ernannt. Zugleich war er ab März 1868 auch Mitglied der Prüfungskommission für Premierleutnants der Artillerie. Als Oberstleutnant kommandierte man ihn am 11. Mai 1869 zur Übernahme des Kommandos des Großherzoglich Hessischen Artillerie-Korps nach Darmstadt. Unter Belassung in diesem Kommando wurde Stumpff am 24. Juni 1869 à la suite des Garde-Feldartillerie-Regiments gestellt mit der Erlaubnis, die Uniform der Reitenden Artillerie zu tragen.
Im Krieg gegen Frankreich führte Stumpff 1870/71 die Hessische Artillerie in den Schlachten bei Vionville, Gravelotte, Noisseville, Orléans und Beaugency sowie der Belagerung von Metz. Ausgezeichnet mit beiden Klassen des Eisernen Kreuzes wurde er nach dem Friedensschluss am 18. Oktober 1871 unter Beförderung zum Oberst als Kommandeur des Pommerschen Festungsartillerie-Regiments Nr. 2 nach Stettin versetzt. Bei der Trennung der Korpsartillerie erhielt Stumpff Anfang Mai 1874 kurzzeitig das Kommando über das 2. Pommersche Feldartillerie-Regiment Nr. 17 und wurde einen Monat später unter Stellung à la suite des Regiments zum Kommandeur der 3. Feldartillerie-Brigade in Berlin ernannt. Als solcher war er ab Mitte Oktober 1874 auch Mitglied des Generalartilleriekomitees und der Prüfungskommission für Hauptleute und Premierleutnants der Artillerie. Stumpff avancierte Ende März 1876 zum Generalmajor und wurde im September 1876 mit dem Roten Adlerorden II. Klasse mit Eichenlaub und Schwertern am Ringe sowie vier Jahre später mit dem Kronen-Orden II. Klasse mit Stern und Schwertern ausgezeichnet. Unter Verleihung des Charakters als Generalleutnant wurde er am 14. Mai 1881 mit der gesetzlichen Pension zur Disposition gestellt.
Nach seiner Verabschiedung erhob ihn Kaiser Wilhelm I. in Würdigung seiner Verdienste am 1. Dezember 1886 in den erblichen preußischen Adelsstand. Stumpff wurde nach seinem Tod am 22. November 1889 auf dem Berliner Invalidenfriedhof beigesetzt.

### Familie
Stumpff heiratete am 12. Oktober 1857 in Jüterbog Ida Schlichting (1836–1917). Aus der Ehe gingen der spätere preußische Generalleutnant Karl von Stumpff (1858–1936) und die Tochter Anna (* 1860) hervor.